# MINUSCA

De Centraal-Afrikaanse Republiek.

De Multidimensionele Geïntegreerde Stabilisatiemissie van de Verenigde Naties in de Centraal-Afrikaanse Republiek of kortweg MINUSCA is een vredesoperatie van de Verenigde Naties die in april 2014 werd opgericht om de inwoners van de Centraal-Afrikaanse Republiek te gaan beschermen omdat zij op grote schaal geviseerd werden in de burgeroorlog die er al sinds eind 2012 woedde. Het acroniem komt van de Franse naam Mission multidimensionnelle Intégrée des Nations Unies pour la Stabilisation en CentrAfrique.
De vredesmacht werd op 10 april 2014 voor een aanvankelijke periode van een jaar gecreëerd door de VN-Veiligheidsraad met resolutie 2149, en moest in de CAR de MISCA-vredesmacht van de Afrikaanse Unie vervangen.

## Achtergrond

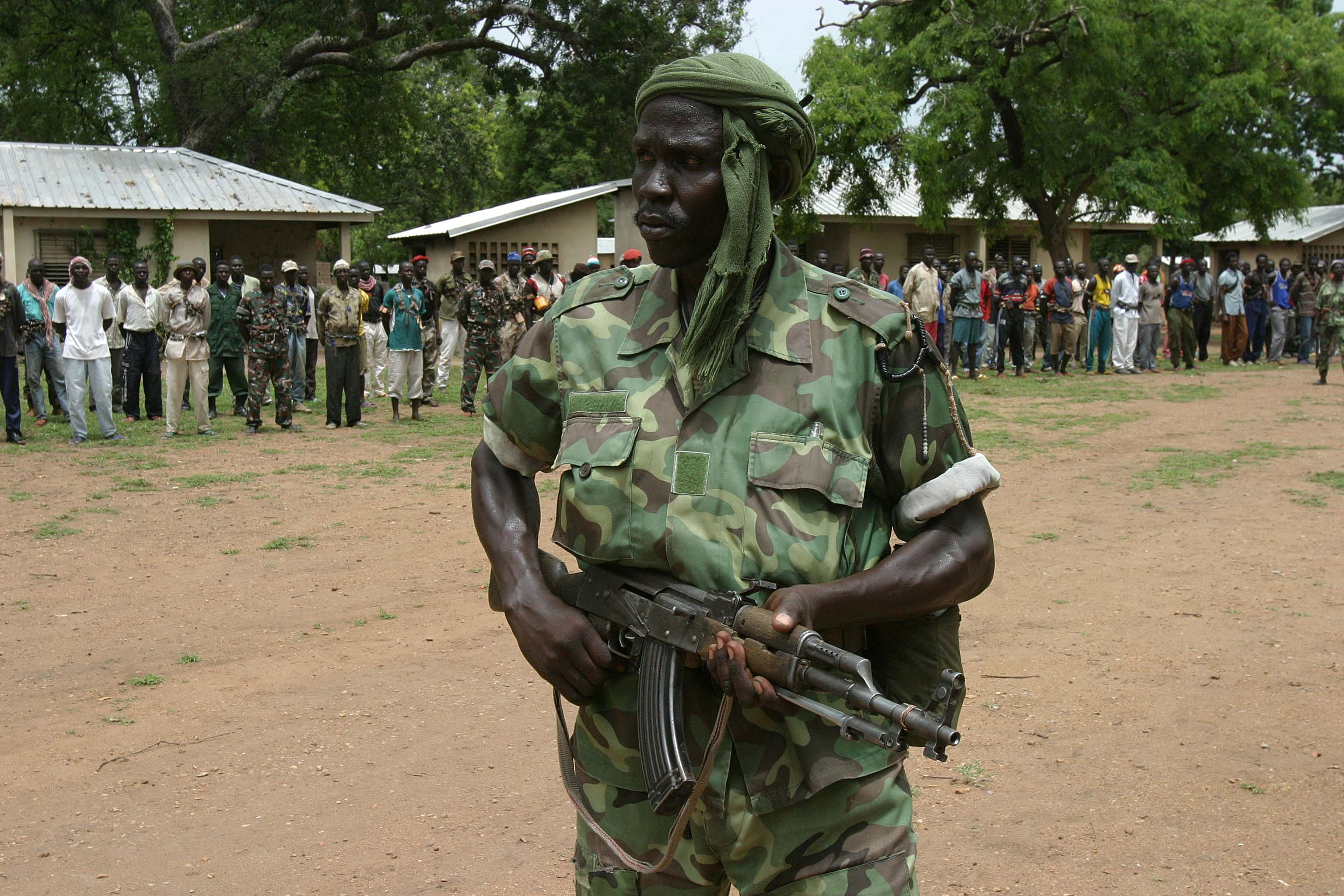
Rebellen in het noorden van de CAR; juni 2007.

Nadat François Bozizé in 2003 middels een staatsgreep aan de macht kwam startte de eerste Centraal-Afrikaanse burgeroorlog. Die eindigde in 2007 met een vredesakkoord waarbij de rebellen werden opgenomen in de regering en het leger.
Eind 2012 begonnen de Seleka (alliantie in het sango), een coalitie van rebellengroepen die voornamelijk uit moslims bestaan, een nieuwe geweldcampagne om president Bozizé weg te krijgen. In maart 2013 namen ze de hoofdstad Bangui in, waarop Bozizé moest vluchten.
Tegen het einde van het jaar namen de grotendeels christelijke Anti-Balaka (anti-machete) de wapens tegen hen op. In de burgeroorlog die volgde richtten ze zich ook tegen de bevolking met duizenden doden, meer dan een half miljoen vluchtelingen en een humanitaire crisis tot gevolg. Het staatsbestel stortte in en de nieuwe overgangsregering had in feite enkel gezag in de hoofdstad.
Al in januari 2010 hadden de VN het BINUCA-kantoor opgezet om mee te zorgen voor vrede en het versterken van de staatsinstellingen. Ondanks de plundering van haar kantoren en de verblijfplaatsen van het personeel bleef het ter plaatse. Eind 2013 werd toestemming verleend aan de Afrikaanse Unie om een vredesmacht, MISCA genaamd, naar de CAR te sturen. Die werd verder ondersteund door Franse troepen (operatie Sangaris). Ook de Europese Unie stuurde begin april 2014 een missie, EUFOR RCA, naar het land. Er waren nu 9000 buitenlandse troepen aanwezig, maar dat was te weinig om het geweld in te dijken. Ook was er geen civiele aanwezigheid om de oorzaken ervan aan te pakken.
Een VN-vredesmacht werd voorbereid, maar teneinde snel in te grijpen kwam de secretaris-generaal met een zespuntenplan. Dat hield een snelle versterking van MISCA en de Franse operatie, logistieke- en financiële ondersteuning voor MISCA, steun aan de overgangsregering, een versneld politiek proces en meer geld voor noodhulp in.

## Mandaat

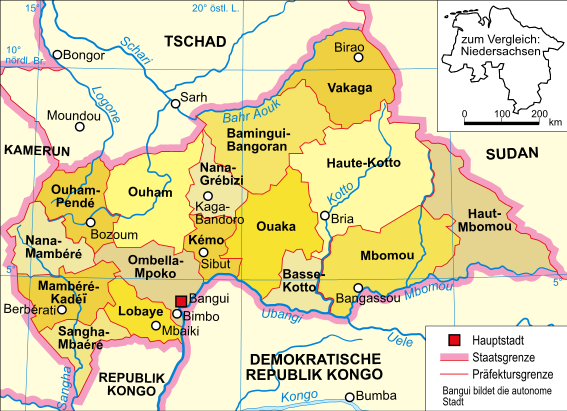
De Centraal-Afrikaanse Republiek.

De VN-Veiligheidsraad gaf MINUSCA volgend mandaat mee:
- De bevolking beschermen tegen geweld, met specifieke aandacht voor vrouwen en kinderen en aanvallen en bedreigingen tegen de bevolking registreren.
- Het politieke overgangsproces ondersteunen, de leiding nemen over de internationale steun aan de overgangsregering, belangrijke politici beschermen en helpen met de bemiddeling, de organisatie van verkiezingen en de uitbreiding van het staatsgezag.
- In samenspraak met de hulporganisaties zorgen omstandigheden waarin deze organisaties veilig noodhulp kunnen leveren en vluchtelingen kunnen terugkeren.
- VN-personeel, -installaties en -materieel beveiligen en hun bewegingsvrijheid in het land verzekeren.
- Mee toezien op de mensenrechten, en schendingen ervan, vooral door gewapende groeperingen, helpen onderzoeken en deze rapporteren. De overheid bijstaan om de mensenrechten te promoten.
- De overgangsregering helpen met het arresteren en berechten van oorlogsmisdadigers, de versterking van justitie en het ondersteunen van de politie en het gevangeniswezen.
- De overgangsregering helpen een strategie te bepalen om voormalige strijders te ontwapenen, demobiliseren, herintegreren en buitenlandse strijders te repatriëren en daarbij speciale aandacht te hebben voor kindsoldaten, het opzetten van antigeweldcampagnes en het vernietigen van wapens van strijders die weigeren de wapens neer te leggen.

De vredesmacht kreeg daarnaast nog volgende bijkomende taken voor wanneer de omstandigheden ze toelieten:
- Advies, technische ondersteuning en opleiding verlenen voor de hervorming van leger en politie.
- De internationale bijstand coördineren.
- Het comité dat toeziet op het wapenembargo tegen de CAR voorzien van informatie.
- Mee toezicht houden op het wapenembargo door onder meer waar nodig inspecties te houden.
- Verboden wapens in beslag nemen en vernietigen.

## Beschrijving
Het civiele component van de missie moest zo snel mogelijk actief zijn. Het militaire component tegen 15 september 2014. De Veiligheidsraad had toestemming gegeven voor maximaal:
- 10.000 militairen met 240 militaire waarnemers en 200 stafofficieren,
- 1400 politiemanschappen, 400 agenten en 20 cipiers.

Op 26 maart 2015 verhoogde de Veiligheidsraad deze maxima middels resolutie 2212 tot 10.750 militairen, 2120 politiemanschappen en 40 cipiers.
De Verenigde Naties hadden reeds een kantoor, BINUCA, in de CAR en de Afrikaanse Unie had in december 2013 toestemming gekregen om een regionale vredesmacht, MISCA, naar het land te sturen om het te stabiliseren en noodhulp te voorzien. Beide missies werden in MINUSCA geïntegreerd.
De secretaris-generaal was opgedragen een speciale vertegenwoordiger voor de CAR aan te stellen, die tevens de vredesmacht zou leiden.